# The Unfaithful
The Unfaithful is een Amerikaanse film noir uit 1947 onder regie van Vincent Sherman.

## Verhaal
Chris Hunter heeft een affaire, terwijl haar man Bob in het buitenland verblijft. Ze krijgt spijt en vermoordt haar minnaar. Ze maakt haar man wijs dat ze heeft gehandeld uit zelfverdediging. Rechercheur Reynolds onderzoekt de moordzaak.

## Rolverdeling
| Acteur          | Personage            |
| --------------- | -------------------- |
| Ann Sheridan    | Chris Hunter         |
| Lew Ayres       | Larry Hannaford      |
| Zachary Scott   | Bob Hunter           |
| Eve Arden       | Paula                |
| Jerome Cowan    | Openbare aanklager   |
| Steven Geray    | Martin Barrow        |
| John Hoyt       | Rechercheur Reynolds |
| Peggy Knudsen   | Claire               |
| Marta Mitrovich | Mevrouw Tanner       |
| Douglas Kennedy | Roger                |
| Claire Meade    | Martha               |
| Frances Morris  | Agnes                |
| Jane Harker     | Joan                 |